# Departamento Pomán
Pomán es un departamento de la provincia de Catamarca en Argentina que cuenta con 4859 km². Está ubicado en la falda Oeste de las Sierras de Ambato, a una altura que oscila entre 700 y 1600 m s. n. m.
Administrativamente se divide en 9 distritos: Saujil, Rincón, Pomán, Siján, Joyango, San Miguel, Mutquín, Rosario de Colana y Colpes.

## Geografía
Limita al norte con el departamento Andalgalá,Tinogasta y Belén, al este  con los departamentos Ambato y Capayán, al sur con la provincia de La Rioja.
El marco físico de este departamento está dado por las altas sierras cuya formación corresponde a la región de las Sierras Pampeanas, presentando una escarpada ladera que termina con sus faldeos en el valle de Andalgalá. Así se distinguen dos paisajes bien definidos, el de tipología montañosa y el de desierto y salar.
Los ríos de este departamento son de corto recorrido, pues nacen en las vertientes de los faldeos del Ambato-Manchao para ser utilizados por el hombre en sus actividades. Entre los más importantes se destacan los ríos Saujil, Singuil, Joyango, San Miguel, Mutquín y Pomán.

## Población
Contó con 12 260 habitantes (Indec, 2022), lo que representó un incremento del 13.8% frente a los 10 776 habitantes (Indec, 2010) del censo anterior.
| Gráfica de evolución demográfica de Departamento Pomán entre 1991 y 2022 |
|                                                                          |
| Fuente: censos nacionales del INDEC                                      |

## Economía

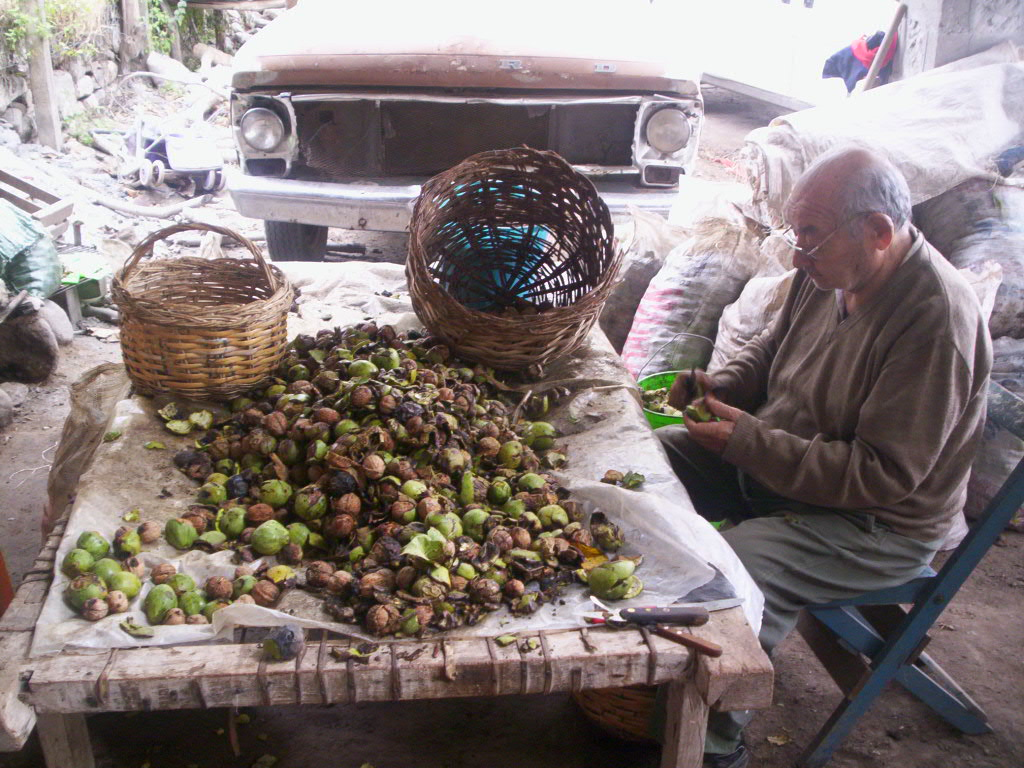
Descascarado de nueces en Rincón

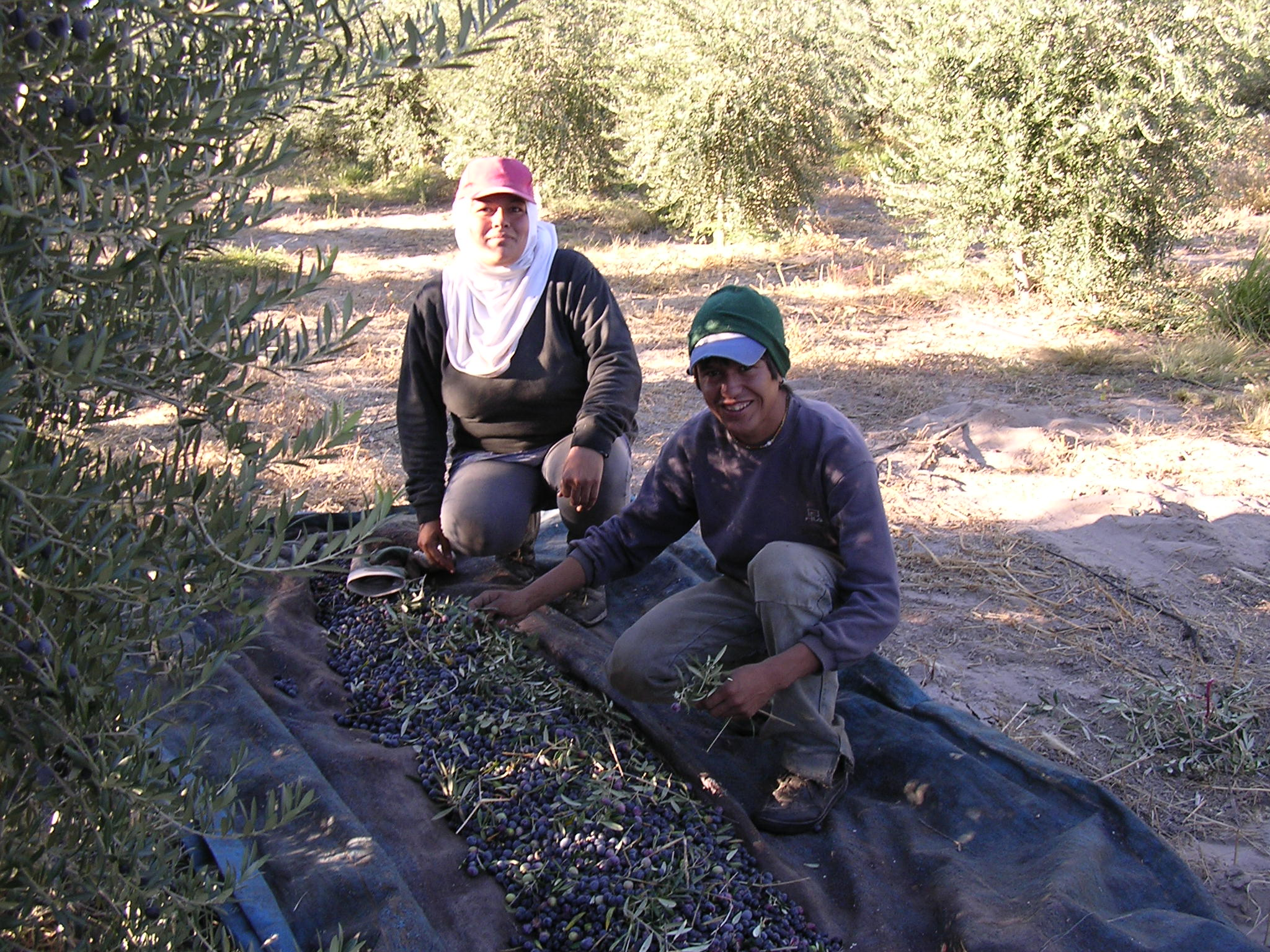
Cosecha olivícola en Pomán

La agricultura es la actividad primaria principal. La vid es de carácter artesanal, con producciones principalmente en la localidad de Siján, de vinos y aguardientes de calidad.

La silvicultura ocupa otro lugar importante, destacándose la producción de nueces en lugares como Mutquín y Rincón. El cultivo de olivares se ve en franco crecimiento, favorecido por disposiciones y leyes de promovieron la actividad.

En muchos casos, los ingresos familiares se complementan con la comercialización de confituras artesanales.
La ganadería es otra actividad que se da en menor medida, destacándose la presencia de bovinos y caprinos, los que forman parte de la economía familiar. También aparece la producción de carbón de leña, que se comercializa en los diferentes pueblos.
La minería se ve reducida a la explotación de rocas de aplicación las que existen en muy buena calidad y cantidad, destacándose la extracción de caolín.

## Localidades

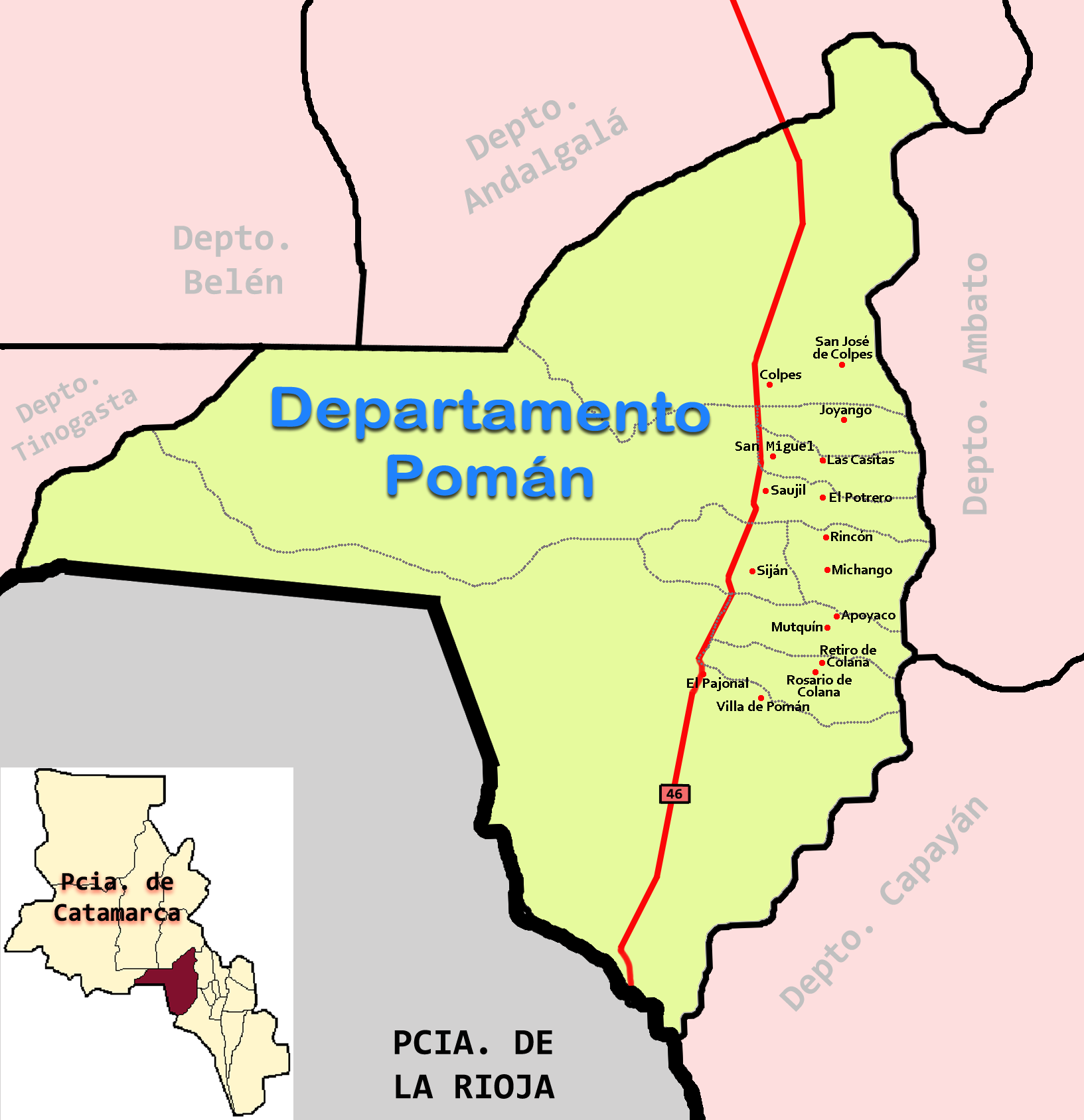
Departamento Pomán, división política y sus localidades

Cuenta con las siguientes localidades ordenadas según los municipios a las que pertenecen:
|             | Municipios | Municipios          | Municipios                                                           |
| Saujil      | Mutquín | Pomán               |                                                                      |
| ----------- | --- | ------------------- | -------------------------------------------------------------------- |
| Localidades | - Saujil - Colpes - San José - Joyango - San Miguel - Las Casitas - Rincón - Michango - Siján - Puestos del Campo (Tucumanao, entre otros) | - Mutquín - Apoyaco | - Villa de Pomán - Rosario de Colana - Retiro de Colana - El Pajonal |

### Sismicidad
La sismicidad de la región de Catamarca es frecuente y de intensidad baja, y un silencio sísmico de terremotos medios a graves cada 30 años en áreas aleatorias. Sus últimas expresiones se produjeron:
- 21 de marzo de 1892 (133 años), a las 1.45 UTC-3 con 6,0 Richter; como en toda localidad sísmica, aún con un silencio sísmico corto, se olvida la historia de otros movimientos sísmicos regionales (terremoto de Recreo de 1892)
- 21 de octubre de 1966 (58 años), a las 12.39 UTC-3 con 5,0 Richter
- 3 de noviembre de 1973 (51 años), a las 14.17 UTC-3 con 5,8 Richter: además de la gravedad física del fenómeno se unió el olvido de la población a estos eventos recurrentes
- 7 de septiembre de 2004 (20 años), a las 8.53 UTC-3, con una magnitud aproximadamente de 6,5 en la escala de Richter (terremoto de Catamarca de 2004)[10]